# HLA-DMA
HLA-DMA (англ. HLA class II histocompatibility antigen, DM alpha chain) – білок, який кодується однойменним геном, розташованим у людей на короткому плечі 6-ї хромосоми. Довжина поліпептидного ланцюга білка становить 261 амінокислот, а молекулярна маса — 29 194.
| 10         |  | 20         |  | 30         |  | 40         |  | 50         |
| ---------- |  | ---------- |  | ---------- |  | ---------- |  | ---------- |
| MGHEQNQGAA |  | LLQMLPLLWL |  | LPHSWAVPEA |  | PTPMWPDDLQ |  | NHTFLHTVYC |
| QDGSPSVGLS |  | EAYDEDQLFF |  | FDFSQNTRVP |  | RLPEFADWAQ |  | EQGDAPAILF |
| DKEFCEWMIQ |  | QIGPKLDGKI |  | PVSRGFPIAE |  | VFTLKPLEFG |  | KPNTLVCFVS |
| NLFPPMLTVN |  | WHDHSVPVEG |  | FGPTFVSAVD |  | GLSFQAFSYL |  | NFTPEPSDIF |
| SCIVTHEIDR |  | YTAIAYWVPR |  | NALPSDLLEN |  | VLCGVAFGLG |  | VLGIIVGIVL |
| IIYFRKPCSG |  | D          |  |            |  |            |  |            |

A: Аланін

C: Цистеїн

D: Аспарагінова кислота

E: Глутамінова кислота

F: Фенілаланін

G: Гліцин

H: Гістидин

I: Ізолейцин

K: Лізин

L: Лейцин

M: Метіонін

N: Аспарагін

P: Пролін

Q: Глутамін

R: Аргінін

S: Серин

T: Треонін

V: Валін

W: Триптофан

Задіяний у такому біологічному процесі, як імунітет. 
Локалізований у мембрані, лізосомі, ендосомах.